# Neriene macella
Neriene macella är en spindelart som först beskrevs av Tord Tamerlan Teodor Thorell 1898.  Neriene macella ingår i släktet Neriene och familjen täckvävarspindlar. Inga underarter finns listade i Catalogue of Life.